# Núi Voi (Thái Nguyên)
Núi Voi là một quần thể núi đá lớn ở huyện Đồng Hỷ, tỉnh Thái Nguyên, Việt Nam.

## Vị trí
Núi Voi nằm bên cạnh tuyến đường Lý Thái Tổ (Quốc lộ 1B) và đường Núi Voi, cách thành phố Thái Nguyên 3,5 km, thuộc địa phận xã Hóa Thượng, huyện Đồng Hỷ, tỉnh Thái Nguyên.

## Đặc điểm
Núi Voi cao 366,72 m, chân núi dài 819,74 m và rộng 543,44 m. Núi có địa thế nhấp nhô trông giống hình con Voi đang đứng nên được gọi là Núi Voi.

## Truyền thuyết
Theo xa xưa, Núi Voi có tên gọi là Núi Chùa Hang hay Núi Thạch Tượng, thuộc địa bàn xã Hóa Thượng, huyện Đồng Hỷ. Tên gọi Núi Voi có từ thế kỉ XI vào thời thịnh vượng nhất của triều nhà Lý và Phật giáo ở Việt Nam. Cuối thế kỉ XVI, nhà Mạc lấy Núi Voi làm căn cứ chống nhau với quân nhà Lê - Trịnh.

## Hình ảnh

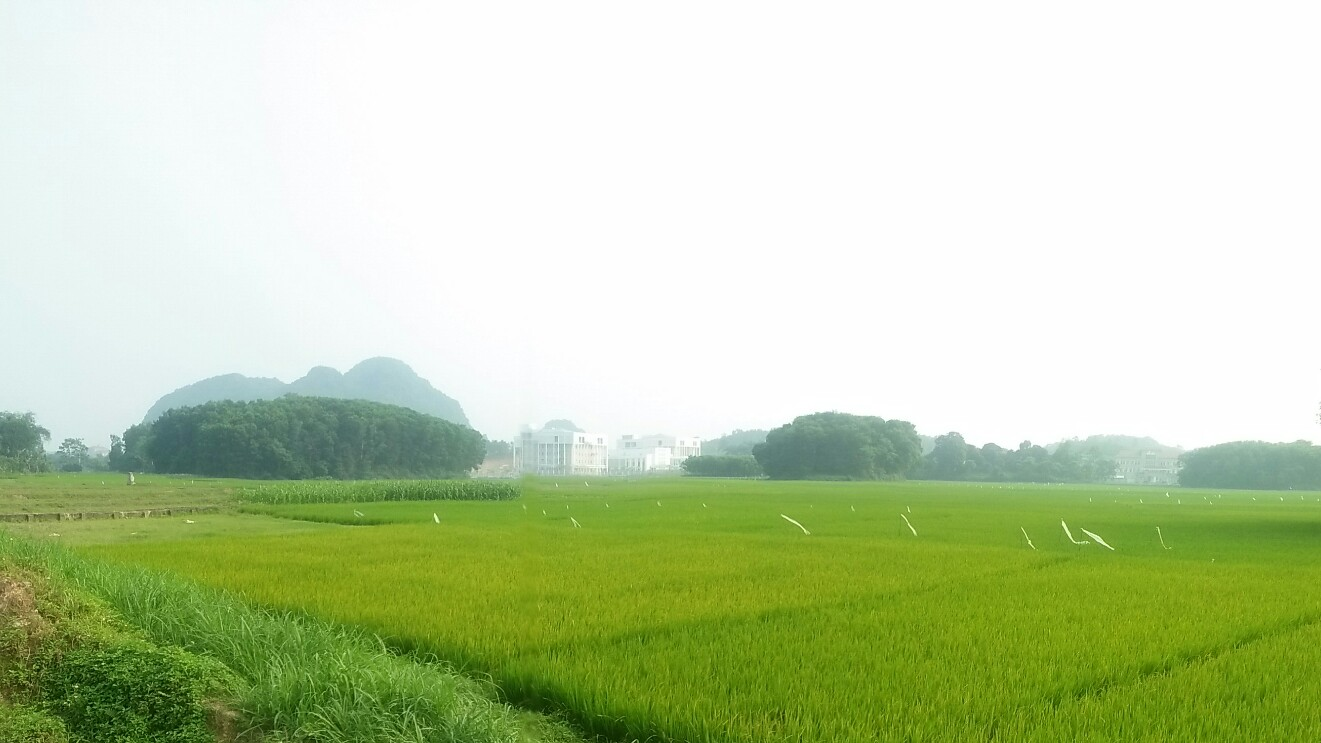
Núi Voi nằm sát trụ sở hành chính mới của huyện Đồng Hỷ
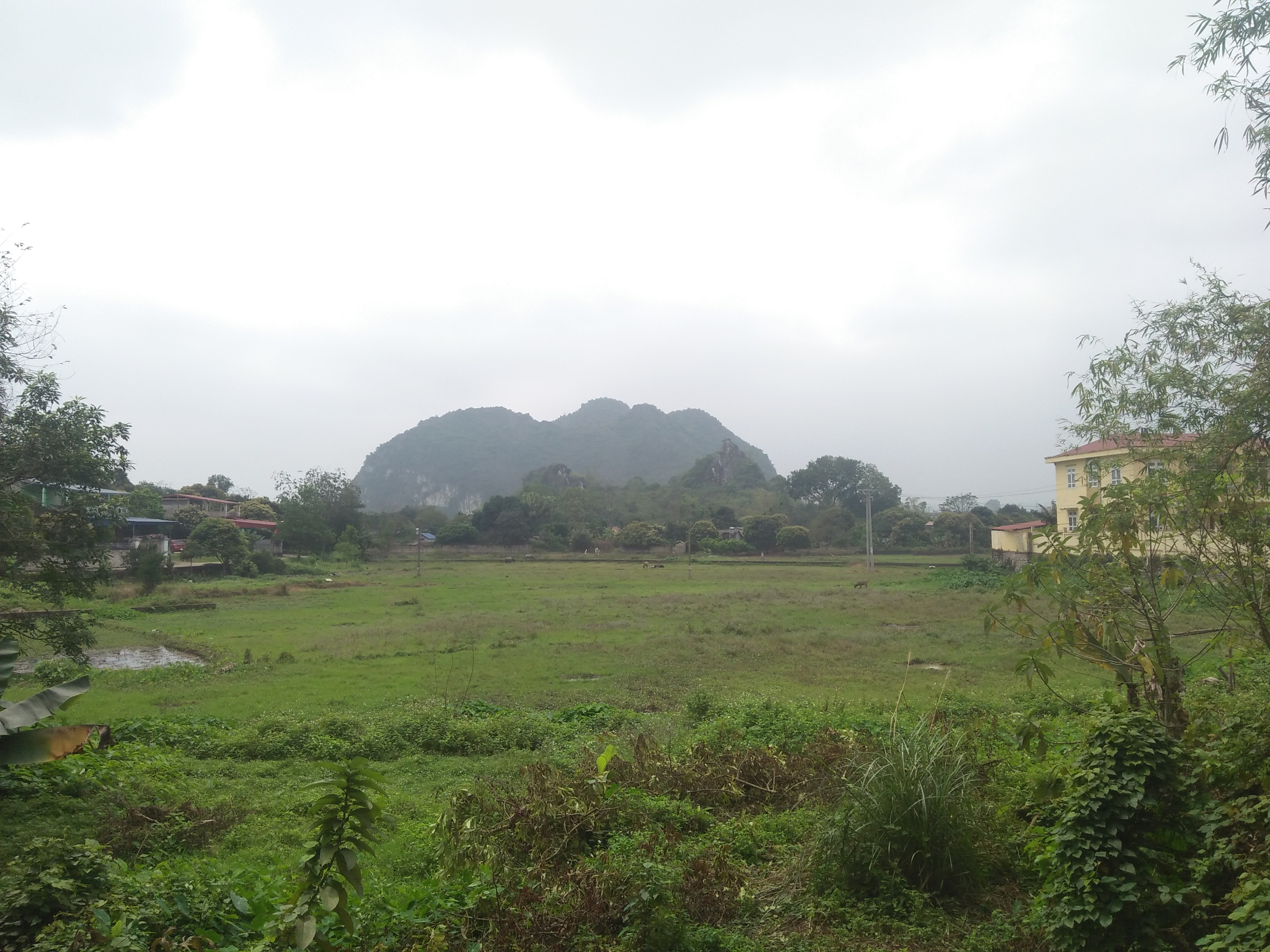
Núi Voi nhìn từ xa